# Nigeria op de Olympische Zomerspelen 2004
Nigeria nam deel aan de Olympische Zomerspelen 2004 in Athene, Griekenland. Het won twee medailles, beide door de mannen op de estafettenummers in de atletiek.

## Medailleoverzicht
| Sport    | Olympiër                                               | Discipline | Medaille |
| -------- | ------------------------------------------------------ | ---------- | -------- |
| Atletiek | Deji Aliu Aaron Egbele Uchenna Emedolu Olusoji Fasuba  | 4x100m (m) | Brons    |
| Atletiek | Musa Audu James Godday Enefiok Udo-Obong Saul Weigopwa | 4x400m (m) | Brons    |

## Deelnemers en resultaten

### Atletiek
| Olympiër                                                                    | Discipline | Resultaat | Prestatie                                                                       |
| --------------------------------------------------------------------------- | ---------- | --------- | ------------------------------------------------------------------------------- |
| Deji Aliu                                                                   | 100m (m)   | 26e       | serie 9: 1ste in 10,39 kwartfinale 2: 5de in 10,26                              |
| Uchenna Emedolu                                                             | 100m (m)   | 16e       | serie 1: 2de in 10,22 kwartfinale 3: 3de in 10,15 halve finale 1: 8ste in 10,35 |
| Saul Weigopwa                                                               | 400m (m)   | 14e       | serie 7: 3de in 45,59 halve finale 3: 6de in 45,67                              |
| Deji Aliu Aaron Egbele Uchenna Emedolu Olusoji Fasuba                       | 4x100m (m) | Brons     | serie 1: 1ste in 38,27 finale: 3de in 38,23                                     |
| Musa Audu James Godday Enefiok Udo-Obong Saul Weigopwa                      | 4x400m (m) | Brons     | serie 2: 2de in 3.01,60 finale: 3de in 3.00,90                                  |
|                                                                             |            |           |                                                                                 |
| Mercy Nku                                                                   | 100m (v)   | 21e       | serie 1: 4de in 11,37 kwartfinale 3: 5de in 11,39                               |
| Endurance Ojokolo                                                           | 100m (v)   | 18e       | serie 5: 2de in 11,36 kwartfinale 4: 5de in 11,35                               |
| Mary Onyali-Omagbemi                                                        | 200m (v)   | 32e       | serie 4: 6de in 23,37 kwartfinale 3: 8ste in 23,75                              |
| Gloria Kemasuode Mercy Nku Oludamola Osayomi Endurance Ojokolo              | 4x100m (v) | 7e        | serie 2: 4de in 43,00 finale: 7de in 43,42                                      |
| Christy Ekpukhon Halimat Ismaila Ngozi Cynthia Nwokocha Gloria Amuche Nwosu | 4x400m (v) | 15e       | serie 1: 8ste in 3.30,78                                                        |

### Basketbal
| Olympiër | Discipline | Resultaat | Prestatie |
| --- | ---------- | --------- | --- |
| Limda Ogugua Taiwo Rafiu Oha Ugo Joanne Aluka Rashidat Sadiq Mfon Udoka Mobolaji Akiode Mactabene Amachree Umoh Itaro Nguveren Iyorhe Aisha Mohammed Juliana Ojoshogu Negedu | vrouwen    | 11e       | groep A: 6de V van Australië: 73-85 V van Japan: 73-79 V van Griekenland: 68-83 V van Brazilië: 63-82 V van Rusland: 58-93 11-12de plek: W van Zuid-Korea: 68-64 |

| Groep A |             |             |             |             |        |        |        |        |
| #       | Land        | Wedstrijden | Wedstrijden | Wedstrijden | Punten | Punten | Punten | Punten |
| #       | Land        | G           | W           | V           | V      | T      | Saldo  | Punten |
| 1       | Australië   | 5           | 5           | 0           | 418    | 313    | +105   | 10     |
| 2       | Rusland     | 5           | 4           | 1           | 389    | 333    | +56    | 9      |
| 3       | Brazilië    | 5           | 3           | 2           | 430    | 361    | +69    | 8      |
| 4       | Griekenland | 5           | 2           | 3           | 353    | 392    | -39    | 7      |
| 5       | Japan       | 5           | 1           | 4           | 381    | 485    | -104   | 6      |
| 6       | Nigeria     | 5           | 0           | 5           | 335    | 422    | -87    | 5      |

| Ronde        | Datum  | Plaats      | Land  | Score      | Land |
| ------------ | ------ | ----------- | ----- | ---------- | ---- |
| Groepsfase   |        |             |       |            |      |
| 14 augustus  | Athene | Australië   | 85-73 | Nigeria    |      |
| 16 augustus  | Athene | Nigeria     | 73-79 | Japan      |      |
| 18 augustus  | Athene | Griekenland | 83-68 | Nigeria    |      |
| 20 augustus  | Athene | Nigeria     | 63-82 | Brazilië   |      |
| 22 augustus  | Athene | Nigeria     | 58-93 | Rusland    |      |
| 11-12de plek |        |             |       |            |      |
| 24 augustus  | Athene | Nigeria     | 68-64 | Zuid-Korea |      |

### Boksen
| Olympiër           | Discipline | Resultaat | Prestatie |
| ------------------ | ---------- | --------- | --- |
| Effiong Okon       | -48kg (m)  | 17e       | 1ste ronde: V van ITA Pinto: scheidsrechterlijke beslissing                                                                                |
| Nestor Bolum       | -54kg (m)  | 5e        | 1ste ronde: W van GAB Ngnitedem: 23-17 2de ronde: W van IND Prasad: scheidsrechterlijke beslissing kwartfinale: V van THA Petchkoom: 14-29 |
| Muideen Ganiyu     | -57kg (m)  | 5e        | 1ste ronde: vrij 2de ronde: W van BOT Ikgopoleng: 25-16 kwartfinale: V van PRK Song: 11-32                                                 |
| Ahmed Sadiq        | -60kg (m)  | 17e       | 1ste ronde: V van CUB Mesa: scheidsrechterlijke beslissing                                                                                 |
| Isaac Ekpo         | -81kg (m)  | 17e       | 1ste ronde: V van UZB Haydarov: 11-21 |
| Emmanuel Izonritei | -91kg (m)  | 9e        | 1ste ronde: V van SYR Shami: 17-30 |
| Gbenga Oluokun     | +91kg (m)  | 9e        | 1ste ronde: V van ITA Cammarelle: 13-29 |

### Gewichtheffen
| Olympiër     | Discipline | Resultaat | Prestatie                                                      |
| ------------ | ---------- | --------- | -------------------------------------------------------------- |
| Blessed Udoh | -48kg (v)  | 7e        | trekken: 12de met 75kg stoten: 6de met 105kg totaal: 180kg     |
| Franca Gbodo | -58kg (v)  | 10e       | trekken: 6de met 95kg stoten: 10de met 117,5kg totaal: 212,5kg |

### Judo
| Olympiër              | Discipline | Resultaat | Prestatie                                                 |
| --------------------- | ---------- | --------- | --------------------------------------------------------- |
| Chukwuemeka Onyemachi | +100kg (m) | 21e       | 1ste ronde: vrij 2de ronde: V van BRA Hernandes: waza-ari |
|                       |            |           |                                                           |
| Catherine Ewa Ekuta   | -57kg (v)  | 16e       | 1ste ronde: vrij 2de ronde: V van SUI Göldi: ippon        |

### Taekwondo
| Olympiër              | Discipline | Resultaat | Prestatie                            |
| --------------------- | ---------- | --------- | ------------------------------------ |
| Jacob Martins Obiorah | -80kg (m)  | 11e       | voorronde: V van TUN Hamdouni: 11-16 |
| Chika Chukwumerije    | +80kg (m)  | 11e       | voorronde: V van FRA Gentil: 0-2     |
|                       |            |           |                                      |
| Princess Dudu         | +67kg (v)  | 11e       | voorronde: V van JOR Dawani: 9-12    |

### Tafeltennis
| Olympiër                         | Discipline     | Resultaat | Prestatie |
| -------------------------------- | -------------- | --------- | --- |
| Monday Merotohun                 | enkelspel (m)  | 33e       | 1ste ronde: W van COD Babungu: 4-0 (11-5, 11-8, 11-8, 11-8) 2de ronde: V van SWE Persson: 1-4 (11-9, 5-11, 5-11, 7-11, 8-11)                            |
| Segun Toriola                    | enkelspel (m)  | 33e       | 1ste ronde: W van ARG Tabachnik: 4-1 (12-10, 11-8, 11-13, 11-3, 11-8) 2de ronde: V van FRA Chila: 2-4 (3-11, 11-8, 12-10, 7-11, 8-11, 9-11)             |
| Peter Akinlabi Kazeem Nosiru     | dubbelspel (m) | 17e       | 1ste ronde: W van CHI Papic/Rodríguez: 4-1 (11-9, 11-5, 15-17, 11-9, 11-7) 2de ronde: V van DEN Maze/Tugwell: 2-4 (11-8, 11-9, 7-11, 11-13, 9-11, 4-11) |
| Monday Merotohun Segun Toriola   | dubbelspel (m) | 25e       | 1ste ronde: V van USA Hazinksi/Lupulesku: 0-4 (7-11, 4-11, 5-11, 5-11)                                                                                  |
|                                  |                |           | |
| Cecilia Otu Offiong              | enkelspel (v)  | 33e       | 1ste ronde: W van BRA Silva: 4-1 (11-8, 11-6, 9-11, 12-10, 11-8) 2de ronde: V van PRK Kim: 0-4 (5-11, 7-11, 6-11, 8-11)                                 |
| Funke Oshonaike                  | enkelspel (v)  | 33e       | 1ste ronde: W van CHI Rodríguez: 4-0 (11-9, 11-8, 11-7, 11-9) 2de ronde: V van HUN Tóth: 2-4 (12-10, 10-12, 16-14, 6-11, 13-15, 5-11)                   |
| Offiong Edem Cecilia Otu Offiong | dubbelspel (m) | 25e       | 1ste ronde: vrij 2de ronde: V van RUS Fadeyeva/Melnik: 3-4 (11-7, 3-11, 9-11, 2-11, 11-6, 12-10, 6-11)                                                  |
| Bose Kaffo Funke Oshonaike       | dubbelspel (m) | 25e       | 1ste ronde: vrij 2de ronde: V van ITA Stefanova/Monfardini: 3-4 (9-11, 6-11, 10-12, 12-10, 11-5, 12-10, 9-11)                                           |

### Voetbal
| Olympiër | Discipline | Resultaat | Prestatie                                                                         |
| --- | ---------- | --------- | --------------------------------------------------------------------------------- |
| Precious Dede Ogechi Onyinanya Felicia Eze Faith Ikidi Yinka Kudaisi Chima Nwosu Celestina Onyeka Akudo Sabi Efionwan Ekpo Ajuma Ameh Rita Nwadike Maureen Mmadu Mercy Akide Nkechi Egbe Blessing Igbojionu Stella Mbachu Perpetua Nkwocha Vera Okolo | vrouwen    | 6e        | groep E: 2de W van Japan: 1-0 V van Zweden: 1-2 kwartfinale: V van Duitsland: 1-2 |

| Groep E |         |             |             |             |             |            |            |            |        |
| #       | Land    | Wedstrijden | Wedstrijden | Wedstrijden | Wedstrijden | Doelpunten | Doelpunten | Doelpunten | Punten |
| #       | Land    | G           | W           | G           | V           | V          | T          | Saldo      | Punten |
| 1       | Zweden  | 2           | 1           | 0           | 1           | 2          | 2          | 0          | 3      |
| 2       | Nigeria | 2           | 1           | 0           | 1           | 2          | 2          | 0          | 3      |
| 3       | Japan   | 2           | 1           | 0           | 1           | 1          | 1          | 0          | 3      |

| Ronde       | Datum   | Plaats    | Land | Score   | Land |
| ----------- | ------- | --------- | ---- | ------- | ---- |
| Groepsfase  |         |           |      |         |      |
| 14 augustus | Piraeus | Japan     | 0-1  | Nigeria |      |
| 17 augustus | Volos   | Zweden    | 2-1  | Nigeria |      |
| Kwartfinale |         |           |      |         |      |
| 20 augustus | Patras  | Duitsland | 2-1  | Nigeria |      |

### Worstelen
| Olympiër    | Discipline  | Resultaat   | Prestatie                                                |
| Vrije stijl | Vrije stijl | Vrije stijl | Vrije stijl                                              |
| ----------- | ----------- | ----------- | -------------------------------------------------------- |
| Fred Jessey | -66kg (m)   | 20e         | groep 1: 3de V van KOR Baek: 1-3 V van JPN Ikematsu: 1-3 |

### Zwemmen
| Olympiër      | Discipline          | Resultaat | Prestatie                |
| ------------- | ------------------- | --------- | ------------------------ |
| Eric Williams | 100m schoolslag (m) | 53e       | serie 1: 1ste in 1.07,69 |
|               |                     |           |                          |
| Lenient Obia  | 100m rugslag (v)    | 39e       | serie 1: 1ste in 1.09,95 |

Afghanistan · Albanië · Algerije · Amerikaanse Maagdeneilanden · Amerikaans-Samoa · Andorra · Angola · Antigua en Barbuda · Argentinië · Armenië · Aruba · Australië · Azerbeidzjan · Bahama's · Bahrein · Bangladesh · Barbados · België · Belize · Benin · Bermuda · Bhutan · Bolivia · Bosnië en Herzegovina · Botswana · Brazilië · Britse Maagdeneilanden · Brunei · Bulgarije · Burkina Faso · Burundi · Cambodja · Canada · Centraal-Afrikaanse Republiek · Chili · China · Chinees Taipei · Colombia · Comoren · Congo-Brazzaville · Congo-Kinshasa · Cookeilanden · Costa Rica · Cuba · Cyprus · Denemarken · Djibouti · Dominica · Dominicaanse Republiek · Duitsland · Ecuador · Egypte · El Salvador · Equatoriaal-Guinea · Eritrea · Estland · Ethiopië · Fiji · Filipijnen · Finland · Frankrijk · Gabon · Gambia · Georgië · Ghana · Grenada · Griekenland · Groot-Brittannië · Guam · Guatemala · Guinee · Guinee‑Bissau · Guyana · Haïti · Honduras · Hongarije · Hongkong · Ierland · IJsland · India · Indonesië · Irak · Iran · Israël · Italië · Ivoorkust · Jamaica · Japan · Jemen · Jordanië · Kaaimaneilanden · Kaapverdië · Kameroen · Kazachstan · Kenia · Kirgizië · Kiribati · Koeweit · Kroatië · Laos · Lesotho · Letland · Libanon · Liberia · Libië · Liechtenstein · Litouwen · Luxemburg · Macedonië · Madagaskar · Malawi · Malediven · Maleisië · Mali · Malta · Marokko · Mauritanië · Mauritius · Mexico · Micronesië · Moldavië · Monaco · Mongolië · Mozambique · Myanmar · Namibië · Nauru · Nederland · Nederlandse Antillen · Nepal · Nicaragua · Nieuw-Zeeland · Niger · Nigeria · Noord-Korea · Noorwegen · Oeganda · Oekraïne · Oezbekistan · Oman · Oostenrijk · Oost‑Timor · Pakistan · Palau · Palestina · Panama · Papoea-Nieuw-Guinea · Paraguay · Peru · Polen · Portugal · Puerto Rico · Qatar · Roemenië · Rusland · Rwanda · Saint Kitts en Nevis · Saint Lucia · Saint Vincent en Grenadines · Salomonseilanden · Samoa · San Marino · Sao Tomé en Principe · Saoedi-Arabië · Senegal · Servië en Montenegro · Seychellen · Sierra Leone · Singapore · Slovenië · Slowakije · Soedan · Somalië · Spanje · Sri Lanka · Suriname · Swaziland · Syrië · Tadzjikistan · Tanzania · Thailand · Togo · Tonga · Trinidad en Tobago · Tsjaad · Tsjechië · Tunesië · Turkije · Turkmenistan · Uruguay · Vanuatu · Venezuela · Verenigde Arabische Emiraten · Verenigde Staten · Vietnam · Wit-Rusland · Zambia · Zimbabwe · Zuid-Afrika · Zuid-Korea · Zweden · Zwitserland